# Fritz Blomqvist

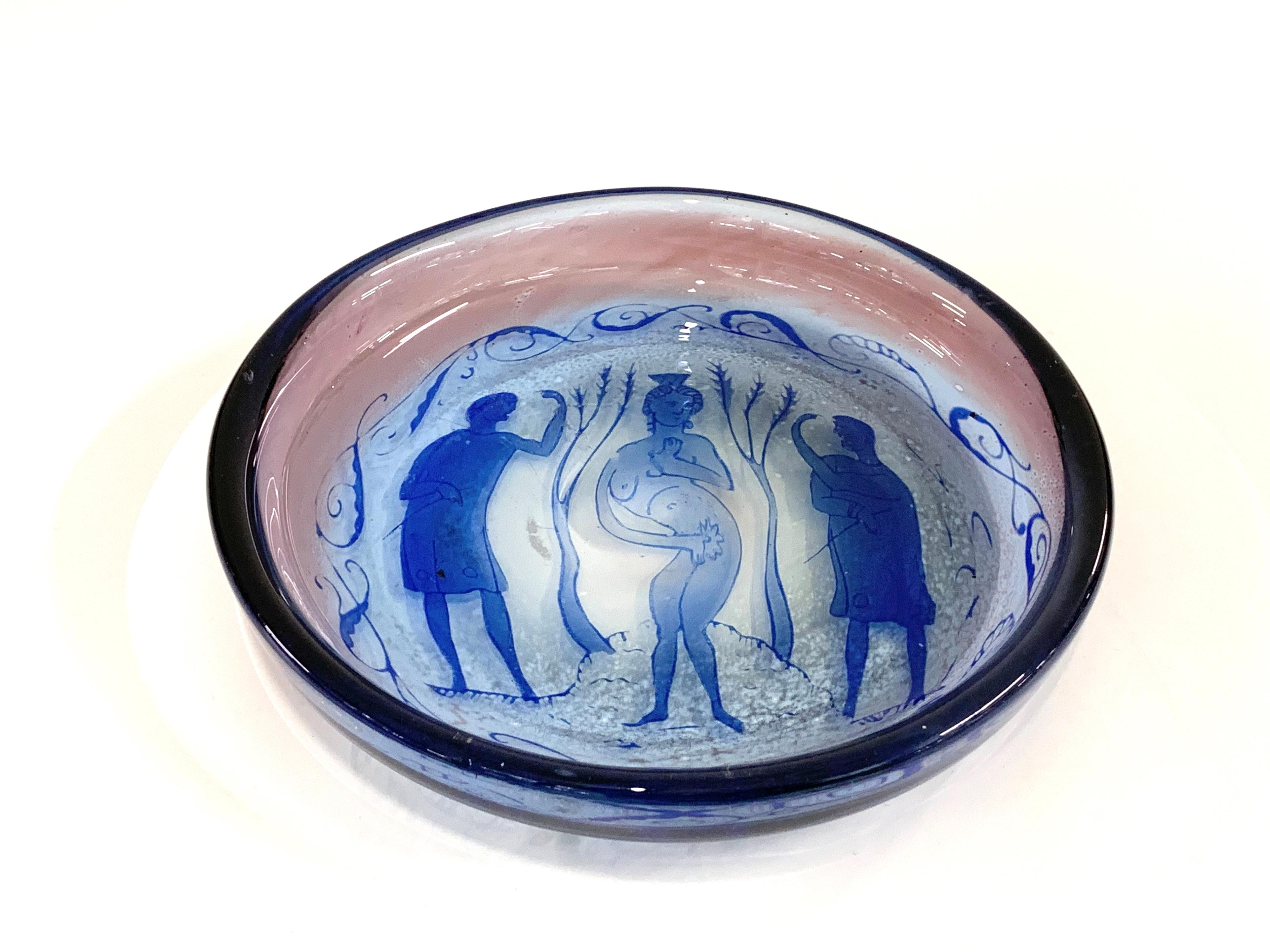
Graalfat ritat av Fritz Blomqvist och tillverkat av Knut Bergqvist 1917

Frits Arvid Blomqvist, född 19 april 1870 i Sala, död 4 mars 1970 i Jakobsberg, Järfälla kommun, var en svensk tecknare och glaskonstnär.
Frits Blomqvist arbetade 1915–1919 som tecknare av förlagor vid Orrefors glasbruk. Han ritade konstglas i överfångs- och graalteknik.